# Hrabstwo Cape May
Cape May – hrabstwo w stanie New Jersey w USA. Populacja liczy 102 326 mieszkańców (stan według spisu z 2000 roku).
Powierzchnia hrabstwa to 1607 km². Gęstość zaludnienia wynosi 155 osób/km².

## Miasta
- Cape May
- North Wildwood
- Ocean City
- Sea Isle City
- Wildwood

## CDP
- Belleplain
- Burleigh
- Cape May Court House
- Diamond Beach
- Erma
- North Cape May
- Rio Grande
- Strathmere
- Villas
- Whitesboro